# Đạo Phu
Đạo Phu(chữ Hán giản thể: 道孚县, tiếng Tạng: rtavu, Hán Việt: Đạo Phu huyện) là một huyện thuộc Châu tự trị dân tộc Tạng Cam Tư, tỉnh Tứ Xuyên, Cộng hòa Nhân dân Trung Hoa. Huyện này có diện tích 7546 km2, dân số năm 2000 là 44.848 người. Đây là nơi sinh sống của người Tạng, Hán, Khương, Hồi, Miêu...tổng cộng có 16 dân tộc. Huyện Đạo Phu có 2 trấn (Tiên Thủy và Bát Mỹ); 20 hương: Cách Tây, MaTư, Khổng Sắc, Cát Tạp, Á Trá, Trọng Ni, Hồng Đính, Trát Thi, Hạ Tha, Ngoã Nhật, Mộc Như, Giáp Tư Khổng, Giáp Tông, Thất Mỹ, Ngân Ân, Duy Tha, Long Đăng, Hiệp Đức, Sắc Tạp, Sa Xung. 